# Werner Meinecke
Werner Meinecke (* 1910; † 1971) war ein deutscher evangelisch-lutherischer Theologe, Landeskirchenrat der Evangelisch-Lutherischen Kirche Sachsens und Vorstandsmitglied des Bundes Evangelischer Pfarrer.

## Leben und Wirken
Meinecke studierte nach Erlangung seiner Hochschulreife Evangelische Theologie. Im Jahre 1937 wurde er Hilfsgeistlicher in Trünzig und 1938 zum Pfarrer ordiniert. Im Jahre 1946 wurde er Pfarrer an die Zionskirche von Dresden, 1948 an der Heilandskirche von Dresden-Cotta. In den 1950er Jahren wurde er zum Landeskirchenrat ernannt. Im Jahre 1957 ging Meinecke in den Ruhestand.
Der regimenahe Theologe Meinecke gehörte der Kommission Kirche und Religion der SED an, die im Juni 1946 gegründet worden war. Meinecke trat dem Bund Evangelischer Pfarrer bei und wurde in dessen Vorstand gewählt.
Werner Meinecke war Mitglied der Christlichen Friedenskonferenz. Er arbeitete in der  I. Allchristlichen Friedensversammlung mit, die 1961 in Prag stattfand. 1960 wurde er mit dem Vaterländischen Verdienstorden ausgezeichnet.

## Werke
- Auf neuen Wegen ... / 76. Das Kreiskulturhaus-Konsultations- u. Schulungszentrum, [1965]
- Die Kirche in der volksdemokratischen Ordnung der Deutschen Demokratischen Republik, Berlin : VOB Union Verl., 1962
- Die Kirche in der volksdemokratischen Ordnung der Deutschen Demokratischen Republik, Leipzig, 1960
- Hefte aus Burgscheidungen / 45. Die Verflechtung mit der Macht als aktuelle Bedrohung der Kirche, [1960]